# Recuerdos peligrosos
Recuerdos peligrosos es una película del año 2000, dirigida por Darrell Roodt y protagonizada por Natasha Henstridge y Angus Macfadyen. 

## Argumento
Un hombre abre una pequeña librería en un pueblo, tratando de escapar de su pasado. La aparición de una misteriosa mujer, que él mismo rescata de un accidente de auto, complica sus intentos. 